# Koko-di Koko-da
Koko-di Koko-da er en dansk-svensk spillefilm fra 2019 instrueret af Johannes Nyholm.

## Medvirkende
- Leif Edlund
- Peter Belli
- Morad Baloo Khatchadorian
- Brandy Litmanen